# Friedrich Solmsen
Friedrich W. Solmsen (né le 4 février 1904 à Bonn et mort le 30 janvier 1989 à Chapel Hill) est un philologue et professeur d'études classiques allemand et américain. Il publie près de 150 livres, monographies, articles scientifiques et critiques entre 1930 et 1980. Le travail de Solmsen se caractérise par un intérêt dominant pour l'histoire des idées. Il fut un auteur influent dans les domaines de l'étude de la tragédie grecque, en particulier pour ses travaux sur Eschyle et de la philosophie du monde physique et de ses relations avec l'âme, en particulier concernant les systèmes de Platon et d'Aristote.

## Biographie
Friedrich Solmsen, surnommé « Fritz » par ses proches est né et a fait ses études en Allemagne. Il fait partie des « Graeca » d'Ulrich von Wilamowitz-Moellendorff, un groupe de jeunes érudits qui se réunissent chez ce dernier au cours de la dernière décennie de sa vie. Dans un essai publié cinquante ans plus tard, Solmsen décrit ces années avec Wilamowitz dans une esquisse biographique combinant perspective politico-historique, sociologie du monde académique et observations personnelles, parfois crues. « Je ne me souviens pas que Wilamowitz ait jamais ri à haute voix », écrit-il dans une note de bas de page. « ni qu'il n'ait jamais souri ». Solmsen est également élève d'Eduard Norden (de), d'Otto Regenbogen (de) et de Werner Jaeger. Aux trois, il consacre, avec Wilamowitz, le premier volume de ses papiers. Il est l’une des dernières personnes avec qui Wilamowitz, en phase terminale, a correspondu.
Solmsen publie sa thèse sur la logique et la rhétorique aristotélicienne en 1928. Il quitte l'Allemagne pour échapper au nazisme au milieu des années 1930 et, après un séjour en Angleterre, s'établit aux États-Unis où il enseigne au Olivet College (en) dans le Michigan de 1937 à 1940. Il obtient ensuite un poste à l'Université Cornell, où il exerce les fonctions de directeur du département d'études classiques. Il demeure à Cornell pendant vingt-deux ans. Il y enseigne entre-autres un cours sur les « Fondements de la pensée occidentale », qui explore l'histoire des idées philosophiques, scientifiques et religieuses à partir de la Grèce antique à travers les périodes hellénistique et romaine.

## Publications
Sur Hésiode et Homère :
- Hesiod and Aeschylus. Cornell University Press, 1949; republié avec une nouvelle préface de G.M. Kirkwood, 1995. Online preview.  (ISBN 0-8014-8274-7)
- The Gift of Speech in Homer and Hesiod. Transactions of the American Philological Association 85 (1954) 1–15.
- Zur Theologie im grossen Aphrodite-Hymnus. Hermes 88 (1960) 1–13.

Sur les tragédies grecques antiques :
- Euripides' Ion im Vergleich mit anderen Tragödien. Berlin 1934..
- Electra and Orestes: Three Recognitions in Greek Tragedy. Berlin 1967[8].

Sur Aristote :
- Aristotle's System of the Physical World: A Comparison with His Predecessors. Cornell University Press, 1960[9].